# Adelaide Adrenaline
Die Adelaide Adrenaline ist ein semi-professioneller australischer Eishockeyclub aus Adelaide, der 2008 gegründet wurde und in der Australian Ice Hockey League spielt.

## Geschichte
Der Club wurde im Juli 2008 gegründet und nahm den Platz in der Australian Ice Hockey League ein, der frei wurde, nachdem Adelaide Avalanche einen Monat zuvor aufgrund finanzieller Schwierigkeiten aufgelöst wurde. Nachdem sich der Verein mit der Australian Ice Hockey League einigte, durfte er noch in den Spielbetrieb der laufenden Saison einsteigen, musste jedoch den Spielplan der Avalanche zu Ende spielen, deren vorherige Ergebnisse bestehen blieben. Zudem verpflichtete sich der Club den gesamten Spielerkader der Avalanche zu übernehmen. Unter dem vorläufigen Namen Adelaide A’s erreichte Adelaide am Saisonende den sechsten Tabellenplatz und verpasste somit die Playoffs. Für die Saison 2009 wurde der Clubname in Adelaide Adrenaline geändert, um sich von den Avalanche abzugrenzen. Durch einen 3:2-Finalsieg nach Overtime gelang Adelaide unter dem neuen Namen 2009 zudem erstmals der Gewinn des Goodall Cups, des Meistertitels der AIHL.
In der Saison 2010 konnte Adelaide Adrenaline erneut in das Finale um den Goodall Cup einziehen, unterlag in diesem jedoch Gastgeber Melbourne Ice mit 4:6.

## Stadion
Die Heimspiele von Adelaide Adrenaline werden in der Ice Arena in Adelaide ausgetragen.

## Bekannte Spieler
- Jonathan Boxill (* 1989), britischer Nationalspieler, spielte 2015 für Adrenaline